# S/2003 J 9
S/2003 J 9 は、木星の衛星の一つ。スコット・S・シェパードが率いるハワイ大学の観測チームによって2003年2月6日に発見された。観測にはすばる望遠鏡、カナダ・フランス・ハワイ望遠鏡とハワイ大学の望遠鏡が使用された。
天体のアルベドを0.04と仮定した場合、この天体の直径はおよそ 1 km と推定される。また平均密度を2.6 g/cm3 と仮定すると、質量はおよそ 1.5 ×1012 kg と推定される。軌道傾斜角は 165.047° であり、木星の自転とは逆向きに公転する逆行衛星である。軌道要素の特徴からはカルメ群に属する衛星と考えられるが、分類は未確定である。
S/2003 J 9 は継続して観測された期間が1年未満と短く、その特徴や軌道要素は不確実である。また2003年の発見報告以降は検出されておらず、見失われた状態にある。